# Dąbrówka Tczewska
Dąbrówka Tczewska – wieś kociewska w Polsce położona w województwie pomorskim, w powiecie tczewskim, w gminie Tczew.
Obecnie wieś jest w 100% skanalizowana i zgazyfikowana. Przebudowano poprzednią szkołę podstawową i zamieniono ją na gimnazjum publiczne, które w związku z reformą edukacji zostało znów przerobione na szkołę podstawową. Powstała i otworzona pod koniec 2008 r. hala sportowa jest jednym z najbardziej nowoczesnych obiektów sportowych na terenie całej gminy. Od 1932 w Dąbrówce funkcjonuje Ochotnicza Straż Pożarna. Jej obecnym prezesem jest Julian Grygolec, a naczelnikiem Tomasz Dytrych.
W latach 1975–1998 miejscowość administracyjnie należała do województwa gdańskiego.
Z Dąbrówki Tczewskiej pochodzi klub sportowy Świt Dąbrówka Tczewska, który jednak od sezonu 2013/2014 nie bierze udziału w rozgrywkach.